# Aleksandr Szarapow
Aleksandr Jurjewicz Szarapow (ros. Александр Юрьевич Шарапов; ur. 6 marca 1994 w Moskwie) – rosyjski kolarz torowy, brązowy medalista mistrzostw świata.

## Kariera
Pierwsze medale w karierze zdobył w 2011 roku, kiedy zajmował trzecie miejsce w sprincie drużynowym na torowych mistrzostwach świata juniorów i mistrzostwach Europy juniorów. Rok później w tej samej konkurencji zwyciężył na mistrzostwach świata juniorów i był drugi na mistrzostwach Europy juniorów. W 2015 roku zajął trzecie miejsce w tej konkurencji na mistrzostwach Europy U-23. W sprincie drużynowym zdobył następnie brązowy medal na mistrzostwach świata w Pruszkowie (2019) oraz złoty na mistrzostwach Europy w Płowdiwie (2020). Ponadto trzykrotnie zostawał mistrzem Rosji w sprincie drużynowym.